# Before the Dinosaurs
Before the Dinosaurs — второй студийный альбом датской певицы Ауры Дион, изданный 4 ноября 2011 года звукозаписывающим лейблом Universal Music. Первым синглом с альбома стала песня «Geronimo», вышедшая 19 сентября 2011 года. Альбом получил неоднозначные отзывы со стороны музыкальных критиков, некоторые из них сравнили Ауру Дион с Lady Gaga. В Дании диск дебютировал на 18 месте альбомного чарта через три дня после своего выхода и за следующую неделю поднялся до 11 места.
| Оценки критиков    | Оценки критиков |
| Источник           | Оценка          |
| ------------------ | --------------- |
| B.T.               | [ 3 ]           |
| Berlingske Tidende | [ 4 ]           |
| Ekstra Bladet      | [ 5 ]           |
| Gaffa              | [ 6 ]           |
| Jyllands-Posten    | [ 7 ]           |
| Soundvenue         | [ 8 ]           |

## Список композиций
| №   | Название                             | Автор(ы)                                                                     | Длительность |
| --- | ------------------------------------ | ---------------------------------------------------------------------------- | ------------ |
| 1.  | «Geronimo» (Jost & Damien Radio Mix) | Aura Dione, David Jost, Joachim Persson, Ian O'Brien-Docker, Thomas Troelsen | 3:16         |
| 2.  | «Reconnect»                          | Dione, Robin Grubert, Jost                                                   | 3:55         |
| 3.  | «Friends» (featuring Rock Mafia)     | Dione, Antonina Armato, Tim James, Jost                                      | 3:42         |
| 4.  | «In Love with the World»             | Dione, Rick Nowels                                                           | 3:27         |
| 5.  | «What It's Like»                     | Dione, Ross Golan, Jost, Persson                                             | 3:20         |
| 6.  | «Into the Wild»                      | Dione, Nowels                                                                | 3:41         |
| 7.  | «Masterpiece»                        | Dione, Devrim Karaoğlu, Nowels                                               | 3:55         |
| 8.  | «Where the Wild Roses Grow»          | Dione, Kenneth Bager, Roger Massimo, Benjamin Mühlethaler, Thomas Schulz     | 3:11         |
| 9.  | «America»                            | Dione, Karaoğlu, Nowels                                                      | 3:44         |
| 10. | «Recipe»                             | Dione, Nowels                                                                | 3:42         |
| 11. | «Superhuman»                         | Dione, Nowels                                                                | 3:50         |
| 12. | «Before the Dinosaurs»               | Dione, Nowels                                                                | 4:09         |

| №   | Название      | Автор(ы)   | Длительность |
| --- | ------------- | ---------- | ------------ |
| 13. | «Deja Voodoo» | Aura Dione | 4:48         |

- Издание Special Edition содержит 13 аудиозаписей с комментариями Ауры Дион о каждой песне[9].

## Чарты
| Чарт (2011) | Высшая позиция |
| ----------- | -------------- |
| Австрия     | 30             |
| Дания       | 11             |
| Германия    | 14             |
| Швеция      | 36             |

## Хронология релизов
| Страна     | Дата          | Формат               | Лейбл                                        |
| ---------- | ------------- | -------------------- | -------------------------------------------- |
| Германия   | 4 ноября 2011 | CD, digital download | Koolmusic, Island Records, Universal Music   |
| Швейцария  | 4 ноября 2011 | CD, digital download | Koolmusic, Island Records, Universal Music   |
| Австрия    | 4 ноября 2011 | CD, digital download | Koolmusic, Island Records, Universal Music   |
| Нидерланды | 4 ноября 2011 | CD, digital download | Koolmusic, Island Records, Universal Music   |
| Дания      | 4 ноября 2011 | CD, digital download | Koolmusic, Music for Dreams, Universal Music |